# Chiesa di Santa Maria Assunta (Porte di Rendena)
La chiesa di Santa Maria Assunta è la parrocchiale di Javrè, frazione di Porte di Rendena in Trentino. Fa parte della zona pastorale delle Giudicarie dell'arcidiocesi di Trento e risale all'XI secolo.

## Storia

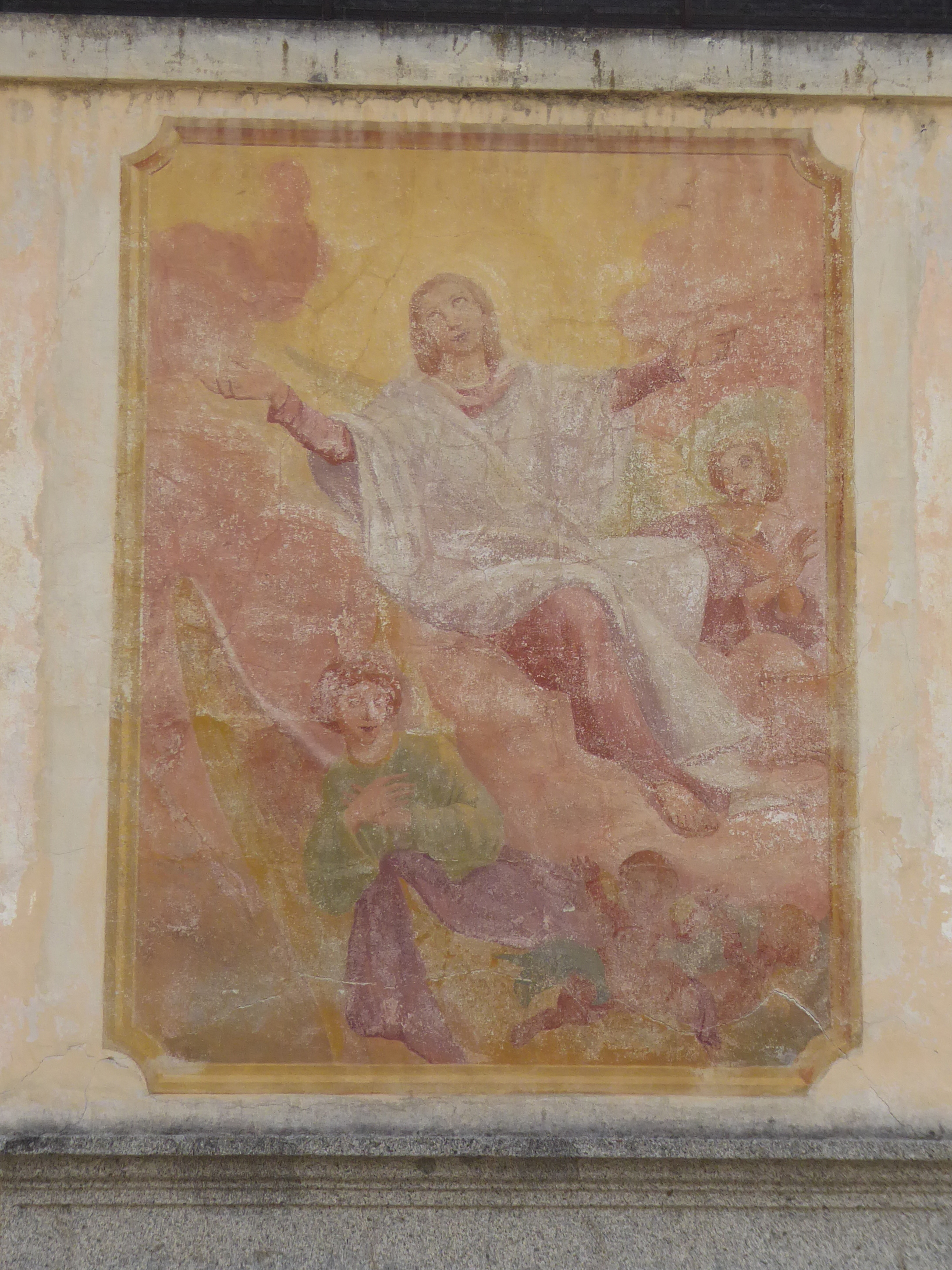
Affresco sulla facciata che raffigura l'Assunzione.

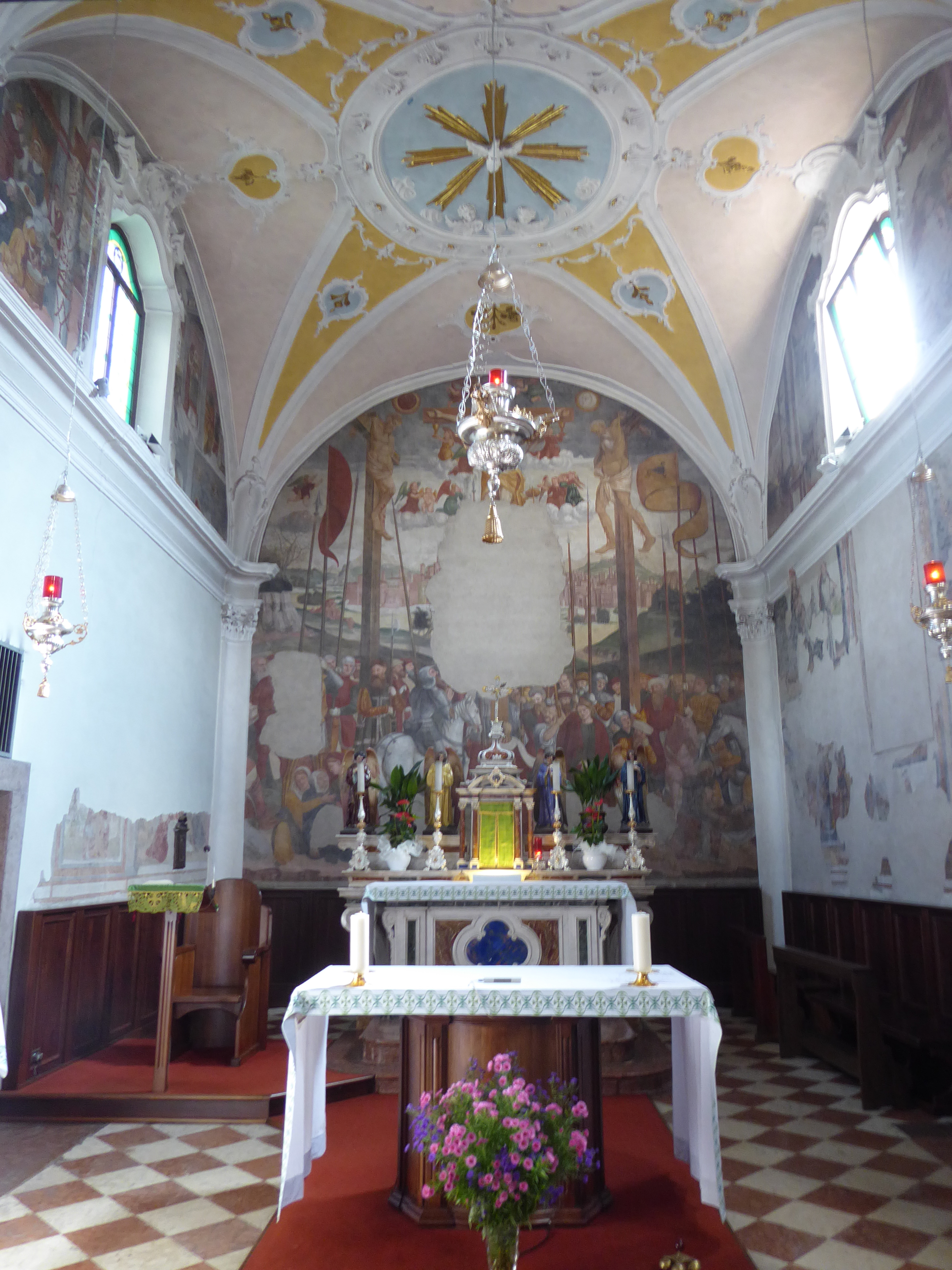
Presbiterio.

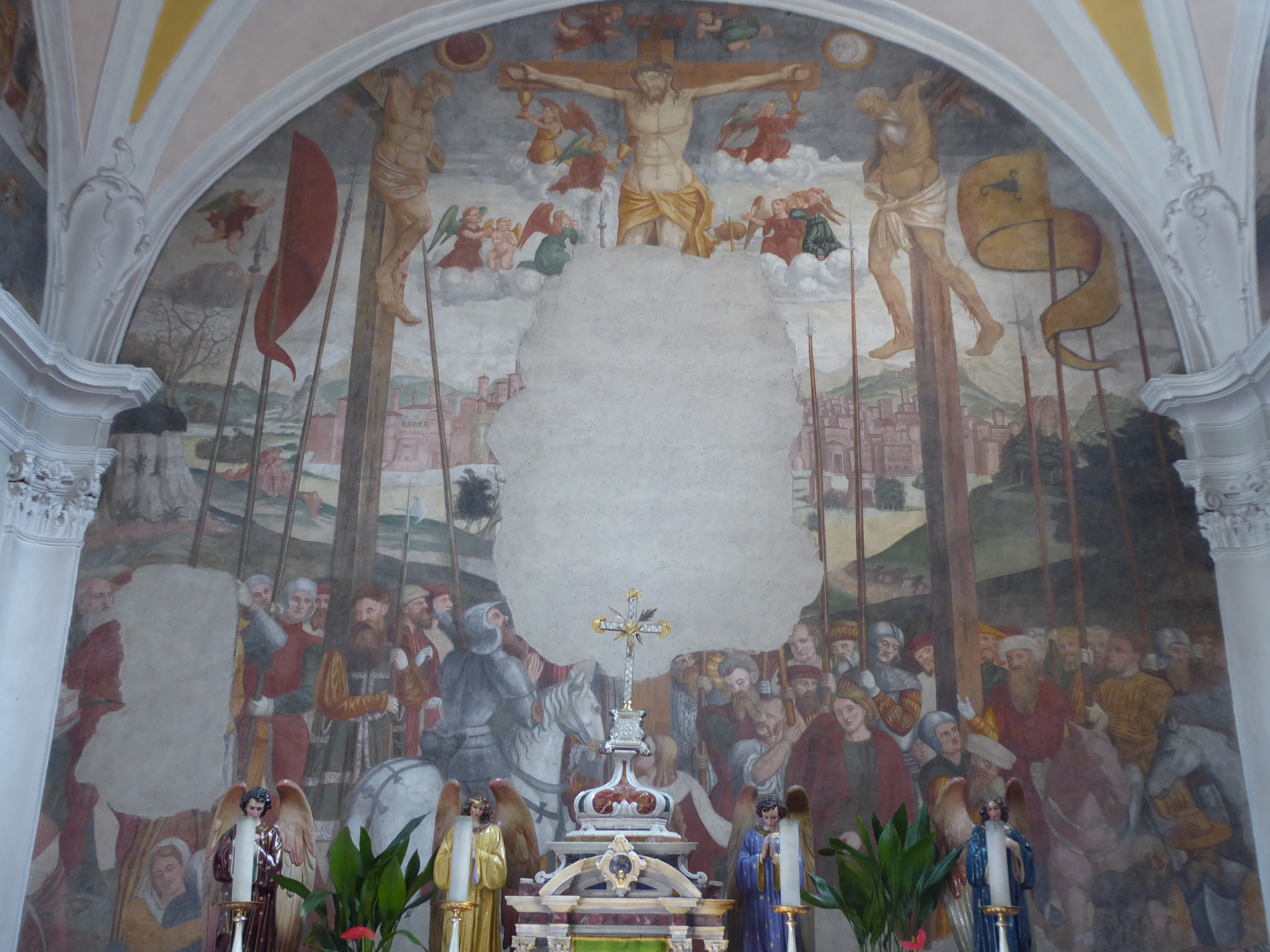
Particolare dell'affresco nel presbiterio.

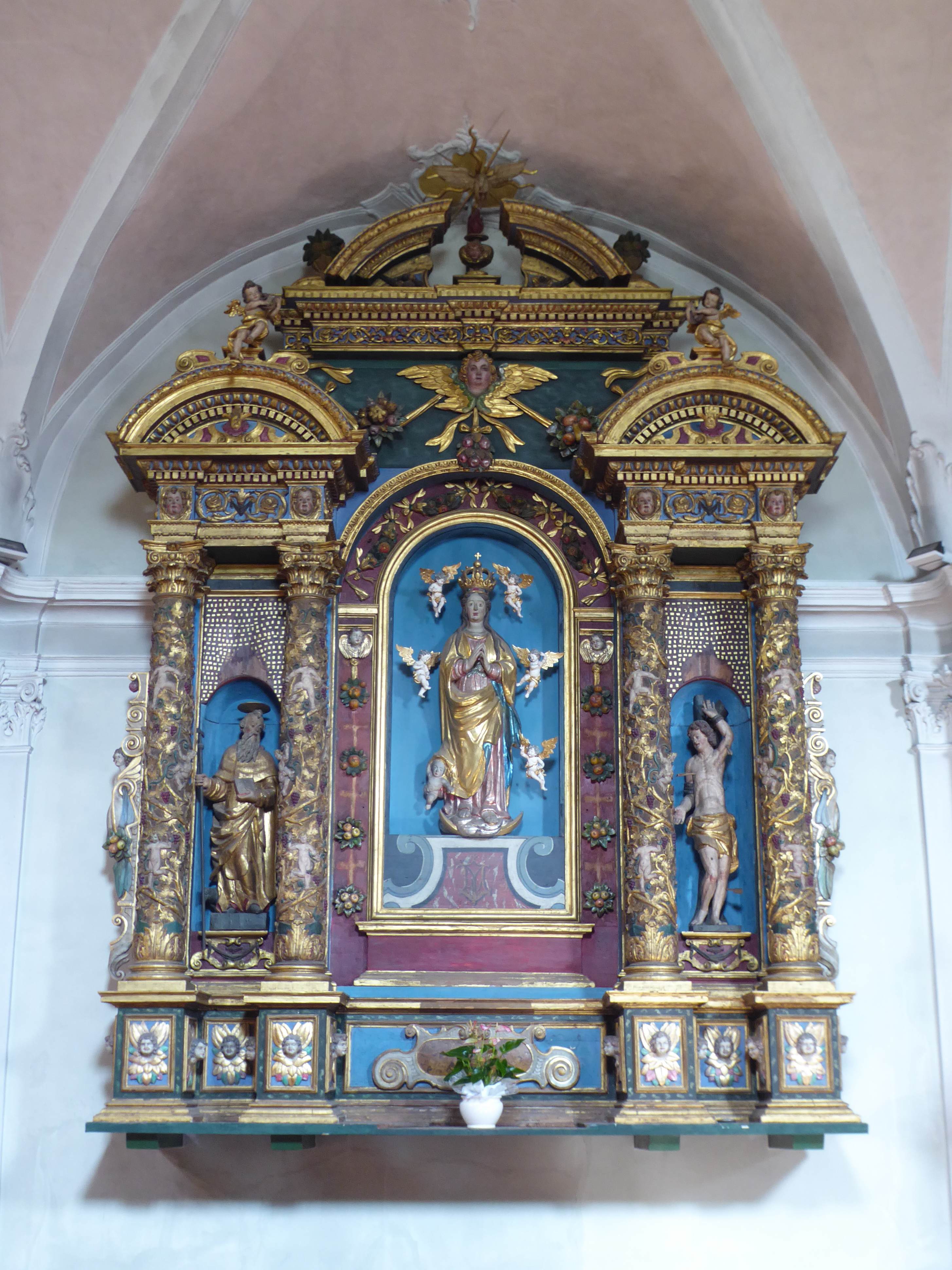
Altare ligneo laterale.

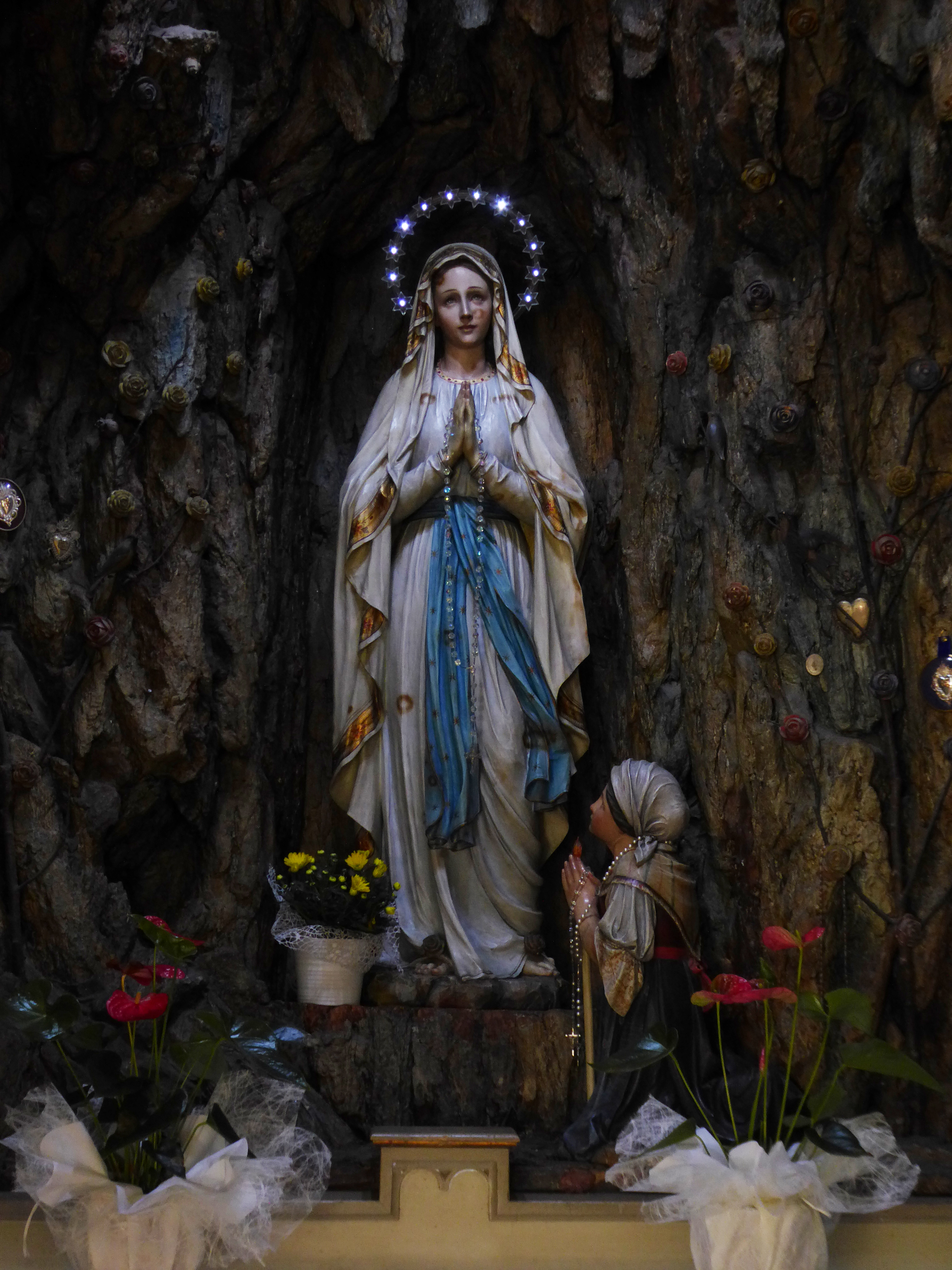
Particolare della cappella laterale dedicata a Nostra Signora di Lourdes con le statue che raffigurano la Madonna e Bernadette.

Il primo luogo di culto a Javrè risale all'XI secolo e fu a lungo legato alla chiesa di San Vigilio, pieve di Spiazzo. Fu oggetto di vari interventi anche di ampliamento e nel 1543 fu arricchita di decorazioni pittoriche realizzate da Simone II Baschenis, rappresentante di una delle più note botteghe di pittori itineranti attiva da tempo nel bergamasco e nel Trentino. Nel 1559 l'edificio venne nuovamente ampliato, due anni dopo venne consacrata e nel 1586 venne nuovamente riconsacrata.
Attorno al 1630, durante un'epidemia di peste, gli affreschi che si trovavano nel presbiterio vennero imbiancati. Venne elevata a dignità curaziale il 29 gennaio 1707, restando legata a Spiazzo e comprendendo nel suo territorio anche le chiese di Villa Rendena e di Verdesina. Una nuova consacrazione venne celebrata nel 1708. Nel 1737 le chiese di San Martino e di San Sebastiano acquistarono autonomia. Nella seconda metà del XVIII secolo le volte della sala e del presbiterio vennero arricchite di decorazioni a stucco.
Oltre un secolo più tardi, nel 1871, la chiesa fu oggetto di un importante lavoro di ampliamento che portò all'allungamento della sala ed alla costruzione di una nuova facciata. Venne elevata a dignità parrocchiale nel 1913. Nello stesso anno Agostino Aldi affrescò la facciata con la sua raffigurazione dell'Assunzione e la decorazione scialbata durante la prima metà del XVII secolo nel presbiterio venne riscoperta e recuperata.
Poco dopo la conclusione della prima guerra mondiale, per adempiere ad un voto popolare, venne costruita la cappella laterale dedicata a Nostra Signora di Lourdes. Nel 1949 venne ritinteggiata e nei primi anni settanta fu oggetto di importanti restauri che riguardarono gli esterni, in particolare la torre campanaria, e il processo di recupero degli affreschi nel presbiterio. Gli ultimi interventi si sono conclusi nel 1999.

## Descrizione

### Esterni
L'edificio architettonicamente nel tempo ha subito molte ristrutturazioni ed ampliamenti e si presenta con orientamento verso est. 
La facciata a capanna classicheggiante è caratterizzata da quattro elementi: il portale di accesso architravato con cornice in pietra, l'affresco realizzato da Agostino Aldi che raffigura la titolare, la grande finestra a lunetta che porta luce alla sala e la decorazione all'interno del frontone triangolare.
La torre campanaria si alza in posizione arretrata sulla sinistra e la cella si apre con quattro finestre a bifora.

### Interni
La navata interna è unica, con pavimentazione leggermente abbassata rispetto al piano esterno e quindi all'ingresso si trovano tre gradini che permettono l'accesso alla sala. 
La cappella laterale si trova sul lato destro e la sua sporgenza è visibile anche dall'esterno. Attraverso l'arco santo si accede al presbiterio leggermente rialzato, aggiornato liturgicamente, con altare postconciliare e privo di balaustra. 
Sono di grande valore storico e artistico le decorazioni ad affresco presenti in questa parte della chiesa, realizzate nel 1543 da Simone II Baschenis.